# 2-clorohexano
El 2-clorohexano, también llamado cloruro de 2-hexilo, es un compuesto orgánico de fórmula molecular C6H13Cl. Es un haloalcano lineal de seis carbonos con un átomo de cloro unido al carbono 2 de la cadena. Este carbono es asimétrico, por lo que existen dos enantiómeros de este compuesto.

## Propiedades físicas y químicas
A temperatura ambiente, el 2-clorohexano es un líquido incoloro que tiene su punto de ebullición a 122,5 °C y su punto de fusión a -75 °C (valor estimado).
Posee una densidad inferior a la del agua, ρ = 0,870 g/cm³, y en estado gaseoso es 4,16 veces más denso que el aire.
El valor del logaritmo de su coeficiente de reparto, logP = 3,44, indica que es más soluble en disolventes apolares que en disolventes polares.
Su solubilidad en agua, muy baja, es de aproximadamente 110 mg/L.

## Síntesis
El 2-clorohexano se obtiene por hidrocloración de 1-hexeno con cloruro de hidrógeno, utilizando cloruro de hierro (III), cloruro de estaño (IV) o cloruro de zinc como catalizador; cuando el catalizador es pentacarbonilo de hierro también aparece como subproducto 3-clorohexano.
En esta misma línea, el uso de clorotrimetilsilano permite alcanzar un rendimiento del 78%.
Otra forma de obtener este haloalcano es por cloración de hexano con tetraclorometano. En función del catalizador empleado y del tiempo de reacción, varía la proporción de los isómeros de clorohexano resultantes; así, empleando cloruro de manganeso (II) durante 10 horas, la proporción de 2-clorohexano llega al 88%, si bien el rendimiento es de solo el 30%.
También puede prepararse 2-clorohexano por hidrogenación de 5-cloro-1-hexeno utilizando un catalizador de rodio sobre alúmina. La reacción se lleva a cabo a 52 °C y 32 atm de presión con hidrógeno gaseoso, consiguiéndose un rendimiento del 92%.

## Usos
La conversión de 2-clorohexano a 2-bromohexano se realiza con bromuro de litio y cloruro de litio/cloruro de metil(trioctil)amonio. El rendimiento alcanza el 80%.
Este cloroalcano también aparece como intermediario en la síntesis de α-olefinas y alcoholes primarios a partir de alcanos lineales.